# Roentgenij
Roentgenij je kemijski element atomskog (rednog) broja 111 i atomske mase 272. U periodnom sustavu elemenata predstavlja ga simbol Rg.
Wilhelm Conrad Röntgen je njemački fizičar po kojemu je ovaj element dobio ime. Prije se zvao unununij.